# Dicliptera syringifolia
Dicliptera syringifolia là một loài thực vật có hoa trong họ Ô rô. Loài này được Merxm. mô tả khoa học đầu tiên năm 1953.